# Mossack Fonseca
Mossack Fonseca & Co. (Mossfon) ist ein ehemals global tätiges Rechtsdienstleistungsunternehmen mit Sitz in Panama-Stadt in Panama. Mitte März 2018 teilte die Kanzlei mit, ihr operatives Geschäft zum Monatsende einzustellen.

## Geschäftstätigkeit
Mossack Fonseca unterhielt weltweit 44 Niederlassungen. Jürgen Mossack gründete 1977 die Jürgen Mossack Lawfirm. 1986 tat sich Mossack mit Ramón Fonseca Mora zusammen. Das Unternehmen war auf Wirtschaftsrecht und Investorenberatung spezialisiert und bot vielfältige Dienstleistungen für Briefkastenfirmen an. Mossack Fonseca war eine von sieben Firmen in Panama, die gemeinsam über die Hälfte der dort registrierten Firmen repräsentieren. Die Firma galt als einer der Marktführer im Bereich der Briefkastenfirmen-Dienstleistungen.
Anfang 2015 durchsuchte die Düsseldorfer Staatsanwaltschaft mehrere Filialen der Commerzbank wegen des Verdachts auf Beihilfe zur Steuerhinterziehung. Die Deutsche Commerzbank half demnach mutmaßlich Kunden, Geld auf Konten der Luxemburger Commerzbank zu schaffen und in panamaischen Scheinfirmen anzulegen. Dazu vermittelte die Bank ein Konto bei ihrer Liechtensteiner Filiale, die mit der Liechtensteiner Niederlassung von Mossack Fonseca kooperierte.
Rechtsanwälte des Unternehmens traten als informelle Botschafter der panamaischen Finanzwirtschaft auf und warben Investoren ein.
Ramón Fonseca ist zweiter Vizepräsident der Panameñista-Partei, die Panamas ehemaligen Präsidenten Juan Carlos Varela stellte. Ramón Fonseca gilt als engster Vertrauter des ehemaligen Präsidenten. Drei Wochen vor der Veröffentlichung der Panama Papers (siehe unten) ließ Fonseca sich als präsidieller Berater beurlauben.

## Panama Papers
Die Anwaltskanzlei Mossack Fonseca half bei der Gründung von über 300.000 Briefkastenfirmen in 21 Steueroasen.
Am 3. April 2016 veröffentlichten mehrere internationale Medien in Kooperation mit dem Internationalen Konsortium für investigative Journalisten (ICIJ) einige Artikel über Kunden von Mossack Fonseca und deren Finanzkonstrukte in Steueroasen. Die Artikel basierten auf nichtöffentlichen Kundendaten des Konzerns, die der Süddeutschen Zeitung von einem Whistleblower zugespielt worden waren.
Die Süddeutsche Zeitung berichtete im Oktober 2016, die Kanzlei sei durch die Veröffentlichung der Interna finanziell „am Ende“. Mossack und Fonseca kamen Mitte Februar 2017 in Untersuchungshaft. Im April 2017 wurden sie gegen eine Kaution in Höhe von je einer halben Million US-Dollar unter Auflagen vorläufig auf freien Fuß gesetzt; die Ermittlungen wegen des Verdachts auf Beihilfe zur Steuerhinterziehung und Geldwäsche dauern an.
Mitte März 2018 teilte die Kanzlei mit, ihr operatives Geschäft zum Monatsende einzustellen. Einige wenige Mitarbeiter würden aber weiterhin beschäftigt, um Anfragen von Behörden sowie von öffentlicher und privater Seite zu beantworten.
Im Oktober 2020 wurden Gründer Mossack und sein früherer Geschäftspartner Fonseca zur weltweiten Fahndung ausgeschrieben, nachdem Haftbefehle in Deutschland wegen des Vorwurfs der Beihilfe zur Steuerhinterziehung und Bildung einer kriminellen Vereinigung erlassen worden waren.